# 양미리
양미리(Hypoptychus dybowskii, 영어: Korean sandlance)는 페르카목 둑중개아목에 속하는 조기어류의 일종이다. 일본과 사할린섬(러시아) 연안의 바닷물에서 발견되며, 한국과 중국에서도 서식하는 것으로 알려져 있다. 어업에서 중요한 어종 중의 하나이다. 양미리과(Hypoptychidae)와 양미리속(Hypoptychus)의 유일종이다. 큰가시고기류처럼, 작은 무척추동물이나 물고기 유생 등을 주로 먹는다.

## 분류
양미리(Hypoptychus dybowskii, 영어: Korean sandlance)는 1880년에 오스트리아의 어류학자인 프란츠 슈타인다흐너에 의해 처음 공식적으로 기술되었다. 슈타인다흐너는 이 종을 단일 종 속인 양미리속(Hypoptychus)과 단일 속 과인 양미리과(Hypoptychidae)로 분류했다. 이 과는 단일 종으로 기술되었으며, "Fishes of the World" 5판에서는 쏨뱅이목(Scorpaeniformes)의 꺽지아목(Gasterosteoidei)에 포함된다. 다른 전문가들은 꺽지아목을 꼼치아목(Cottoidei) 내의 하위목인 꺽지목(Gasterosteales)으로 취급하거나, 꼼치목(Zoarciformes) 내의 장어아목(Zoarcales)의 자매군으로 취급한다. 일부 전문가들은 실비늘치(Aulichthys japonicus)를 양미리과(Hypoptychidae)에 포함시키기도 하지만, "Fishes of the World" 5판에서는 이 분류군을 실비늘치과(Aulorhynchidae)에 포함한다.

## 어원
양미리의 속명인 Hypoptychus는 "아래"를 의미하는 hypo와 "주름"을 의미하는 ptychos의 합성어로, 이는 해당 분류군의 몸통 아래쪽에 있는 긴 피부 지느러미 주름을 말한다. 종명은 러시아 극동 지역의 동물상을 연구한 폴란드 생물학자인 베네딕트 디보프스키를 기리는 것이다.

## 형태
양미리는 비늘, 방패비늘 또는 가시가 없는 길쭉한 몸을 가지고 있다. 등지느러미와 뒷지느러미는 몸의 뒤쪽 꼬리지느러미 쪽으로 멀리 떨어져 있으며, 둘 다 약 20개의 지느러미 줄기를 가지고 있다. 골반골이나 배지느러미는 없다. 가슴지느러미는 9개의 줄기를 가지고 있으며, 꼬리지느러미는 13개의 주요 줄기를 가지며 그중 11개는 가지가 있다. 눈 주위에는 끊어진 고리 모양이 있다. 수컷은 위턱뼈에 이빨이 있지만 암컷은 없다. 약 29쌍의 늑골이 있지만, 상늑골은 없으며, 척추골 수는 대략 55~57개이다. 미골판은 위쪽 절반과 아래쪽 절반으로 나뉘는데, 이는 꺽지아목의 대부분 다른 종들과는 다른 특징이며, 유일한 다른 예외는 가시복속(Gasterosteus)의 가시고기류로, 이들의 미골판은 융합되어 있다.이 종의 최대 기록된 전체 길이는 10cm(3.9인치)이다. 반투명한 머리와 몸은 붉은빛을 띤 노란색이며 작은 검은 점들이 흩어져 있는데, 이 점들은 아래턱 앞부분과 아래쪽 아가미 막에서 더 크다. 모든 지느러미는 반투명하며, 등지느러미와 뒷지느러미 막에는 작은 검은색 멜라닌 세포가 있다.

## 분포 및 서식지
양미리는 북서태평양의 일본 북부 혼슈와 홋카이도 연안, 사할린, 쿠릴 열도 연안에 분포하고 있다. 한국 연안에서도 분포를 하고 있으며 주로 동해에서 확인된다. 연안에서 저서생물이며, 약간 깊은 곳에서 무리지어 서식한다.

## 생태
양미리는 100~500마리의 무리를 형성한다. 볼락류와 놀래기류의 주요 먹이 종이다. 산란은 4월 중순부터 6월 하순까지 이루어지며, 건강한 수컷은 영역을 형성하지만, 덜 건강한 수컷은 영역을 방어하지 않고 암컷에게 접근하기 위해 암컷으로 위장하는 "sneaker male(몰래 짝짓기 수컷)"이 된다. 영역을 가진 수컷은 암컷을 유인하기 위해 구애 행동을 하며, 암컷은 수컷의 영역으로 접근하여 호르네르모자반(Sargassum horneri) 또는 헛개모자반(Cystoseira hakodatensis)과 같은 모자반류 해조류의 가지에 알을 낳는다. 연구에 따르면 이 종은 최대 1년까지 살며, 가시고기류와 마찬가지로 작은 무척추동물과 어류 유생을 먹는다. 또한 가시고기류와 마찬가지로 번식기에 신장에서 끈적끈적한 분비물을 생성한다. 어미는 이 분비물을 사용하여 알을 모자반에 부착시킨다.

## 영양

### 뼈 건강 증진
뼈째 먹는 생선으로 칼슘 함량이 높아 골격 형성 및 성장에 도움을 주고, 골다공증 예방에 효과적이다.

### 두뇌 건강 발달
DHA(불포화지방산)이 들어있어 뇌 기능 활성화 및 신경 조직 발달에 필수적인 영양소로,  기억력 향상 및 치매 예방에 도움을 줄 수 있다.

### 혈관 건강 개선
혈중 콜레스테롤 수치를 낮추고 혈액 순환을 원활하게 하여 동맥경화, 심근경색 등 심혈관 질환 예방에 도움을 줄 수 있다.

### 피로 해소 및 간 기능 개선
아스파라긴산이 있어알코올 분해를 돕고 간 기능을 개선하여 숙취해소에 효과적이고, 피로 해소에도 도움을 준다.

### 빈혈 예방
철분이 들어있어, 혈액 속 적혈구 생성 및 헤모글로빈 촉진에 도움을 주어 빈혈 예방 및 개선에 효과적이다.

### 피부 건강 및 노화 방지
비타민 e가 들어있어 항산화 작용을 하여 세포 손상을 막고 노화를 늦추는데 도움을 준다.
핵산, 비타민b2가 있어 피부 탄력 유지 및 건강한 피부 관리에 도움을 준다.